# Top Flops – Die lustigsten Fernsehpannen
Top Flops ist eine deutsche Unterhaltungssendung im NDR Fernsehen, die ab Ende 2008 bis 2010 von Florian Weber und 2011–2013 von Alexander Bommes moderiert wurde. Im August 2013 übernahm Tagesschau-Sprecherin Judith Rakers die TV-Pannenshow. Vor Florian Weber wurde die Show von Jörg Thadeusz, Thomas Pommer und Yared Dibaba moderiert. Zuschauer können auf einer Webseite abstimmen, welche Fernsehpannen am Ende des Jahres gezeigt werden sollen.
Am Ende des Jahres gibt es die große Top-Flops-Show. Dort werden die größten Pannenklassiker von den Abstimmungen der Zuschauer gezeigt. Außerdem werden Fernsehstars eingeladen, bei denen die Missgeschicke im Fernsehen passiert sind. Im Spätfrühling und im Herbst wird jeweils eine Sendung mit den Fernsehpannen ausgestrahlt, die die Zuschauer auf der Webseite wählen können.
Im Sommer 2006 wurde das Top-Flops Sommerspecial ausgestrahlt. Die Sendung war nur 15 Minuten lang, gezeigt wurde eine Auswahl von Pannen der vergangenen Sendungen.
Außerdem werden in jeder Sendung ausgewählte Pannen aus früheren Jahren noch einmal gezeigt.